# 山本正徳
山本 正德（やまもと まさのり、1955年8月3日 - ）は、日本の政治家、歯科医師。元岩手県宮古市長（4期）。

## 来歴
岩手県田老町（現宮古市）出身。町立田老第一小学校（現・市立田老第一小学校）、町立田老第一中学校（現・市立田老第一中学校）、岩手県立盛岡第一高等学校卒業。1981年（昭和56年）3月、岩手医科大学歯学部卒業。勤務医を経たのち、1984年（昭和59年）4月12日、歯科医院を開業する。
2009年（平成21年）6月28日執行の宮古市長選挙に無所属で出馬し、初当選。同年7月3日、市長に就任。2013年（平成25年）6月9日告示、6月16日投票の市長選において無投票で2期目の当選。2017年（平成29年）6月18日告示、6月25日投票の市長選挙において8年ぶりの選挙戦となり、元市議の内舘勝則を破り3期目の当選。投票率は63・21％。2021年、元市議の熊坂伸子を破り、4選。
2025年の宮古市長選挙には出馬せず、4期限りで引退する意向を示した。これにより、東日本大震災以前から務めている岩手県沿岸地域の首長は全員退任した。